# NGC 832
NGC 832 في الفهرس العام الجديد، هي مجرة، تقع في كوكبة المثلث. اكتشفت في 17 سبتمبر 1865 بواسطة هاينريش لويس دريست.

## روابط خارجية
- NGC 832 على موقع ويكي سكاي: DSS2, SDSS, GALEX, IRAS, Hydrogen α, X-Ray, Astrophoto, Sky Map, Articles and images